# Willie Mitchell (ishockeyspelare)
William Reid Mitchell, född 23 april 1977 i Port McNeill, British Columbia, är en kanadensisk professionell ishockeyspelare som spelar för Florida Panthers i NHL.
Mitchell har tidigare spelat för NHL-lagen New Jersey Devils, Minnesota Wild, Dallas Stars, Vancouver Canucks och Los Angeles Kings. Han är främst känd som en defensiv försvarare men har på senare år utvecklat sitt offensiva spel då han säsongen 2008–09 svarade för 23 poäng på 82 spelade matcher.